# Твінсбург (Огайо)
Твінсбург (англ. Twinsburg) — місто (англ. city) в США, в окрузі Самміт штату Огайо. Населення — 19 248 осіб (2020).

## Географія
Твінсбург розташований за координатами 41°19′21″ пн. ш. 81°26′35″ зх. д. / 41.32250° пн. ш. 81.44306° зх. д. (41.322594, -81.443123).  За даними Бюро перепису населення США в 2010 році місто мало площу 35,75 км², з яких 35,66 км² — суходіл та 0,08 км² — водойми.

## Демографія
Згідно з переписом 2010 року, у місті мешкало 18 795 осіб у 7507 домогосподарствах у складі 5124 родин. Густота населення становила 526 осіб/км².  Було 7898 помешкань (221/км²).
Расовий склад населення:
| - 78,5 % — білих - 13,4 % — чорних або афроамериканців - 5,7 % — азіатів - 0,1 % — корінних американців |

До двох чи більше рас належало 1,9 %. Частка іспаномовних становила 1,2 % від усіх жителів.
За віковим діапазоном населення розподілялося таким чином: 25,4 % — особи молодші 18 років, 60,1 % — особи у віці 18—64 років, 14,5 % — особи у віці 65 років та старші. Медіана віку мешканця становила 41,4 року. На 100 осіб жіночої статі у місті припадало 88,0 чоловіків;  на 100 жінок у віці від 18 років та старших — 83,7 чоловіків також старших 18 років.
Середній дохід на одне домашнє господарство  становив 92 103 долари США (медіана — 71 194), а середній дохід на одну сім'ю — 111 111 долар (медіана — 92 225). Медіана доходів становила 70 491 долар для чоловіків та 47 500 доларів для жінок. За межею бідності перебувало 4,6 % осіб, у тому числі 5,5 % дітей у віці до 18 років та 7,8 % осіб у віці 65 років та старших.
Цивільне працевлаштоване населення становило 9723 особи. Основні галузі зайнятості: освіта, охорона здоров'я та соціальна допомога — 21,3 %, виробництво — 21,0 %, фінанси, страхування та нерухомість — 11,8 %, роздрібна торгівля — 10,5 %.